# Sevnik
Sevnik je priimek več znanih Slovencev:
- Franjo Sevnik (1895—1980), gozdarski strokovnjak
- Lun Sevnik (*1992), režiser in scenarist (FAMU)
- Majna Sevnik Firšt (1932—2014), baletna plesalka, koreografinja in režiserka
- Srdan Sevnik (1918—1975), zdravnik, pionir preventivne medicine